# USS Ohio (BB-12)
El USS Ohio (BB-12), un acorazado tipo pre-dreadnought de la clase Maine, fue la tercera embarcación de su clase, así como también la tercera de la Armada de los Estados Unidos en ser nombrada como el estado de Ohio. Su quilla fue colocada en el astillero Union Iron Works, en San Francisco, en abril de 1899. Fue botado en mayo de 1901, y puesto en servicio con la flota en octubre de 1904. Estaba armado con una batería principal de cuatro cañones de 305 mm, y podía navegar a una velocidad máxima de 18 nudos (33 km/h).
Sirvió inicialmente con la Flota Asiática, de 1905 a 1907, cuando regresó a los Estados Unidos. En diciembre de ese año, se unió al crucero de la Gran Flota Blanca, que terminó en febrero de 1909. Sirvió con la Flota del Atlántico los siguientes cuatro años realizando ejercicios de entrenamiento en tiempos de guerra. En 1914, fue enviado a México para proteger los intereses estadounidenses en la región durante la Revolución Mexicana. Sirvió como buque escuela durante la participación de los Estados Unidos en la Primera Guerra Mundial, de 1917 a 1918. Completamente obsoleto para ese entonces, fue dado de baja en julio de 1919 y fue vendido como chatarra en marzo de 1923 bajo los términos del Tratado naval de Washington.

## Diseño
El Ohio tenía una eslora de 120.07 m, una manga de 22.02 m, y un calado de 7.42 m. Tenía un desplazamiento estándar de 12 723 toneladas largas, y de 13 700 a máxima capacidad. Era impulsado por motores de vapor de triple expansión de dos ejes con una potencia de 16 000 caballos de fuerza (12 000 kW), conectados a dos ejes de hélices. El vapor era generado por doce calderas Thornycroft de carbón, que estaban conectadas a tres chimeneas. El sistema de propulsión generaba una velocidad máxima de 18 nudos (33 km/h). Tal como fue construido, tenía mástiles militares pesados, pero fueron reemplazados en 1909 por mástiles de celosía. Tenía una tripulación de 561 oficiales y marinos, número que fue incrementado de 779 a 813.
Estaba armado con una batería principal de cuatro cañones calibre 305 mm/40 en dos torretas dobles en la línea central, una en la proa y otra en la popa. La batería secundaria consistía en dieciséis cañones calibre 152 mm/50 serie VI, que fueron colocados en casamatas en el casco. Contaba con seis cañones calibre 76 mm/50 para la defensa a corta distancia contra buques torpederos, también montados en casamatas a lo largo del casco, ocho cañones de 3 libras, y seis cañones de 1 libra. Como estándar de los buques capitales de ese período, el Ohio contaba con dos tubos lanzatorpedos de 457 mm en lanzadores sumergidos a los costados del casco.
El cinturón blindado del Ohio era de 279 mm de grosor sobre los pañoles y las salas de máquinas, y de 203 mm en el resto de la embarcación. Las torretas de la batería principal tenían costados de 305 mm de grosor, y las barbetas de apoyo tenían el mismo grosor en costados expuestos. La batería secundaria estaba protegida por un blindaje de 152 mm. La torre de mando tenía costados de 254 mm de grosor.

## Historial de servicio

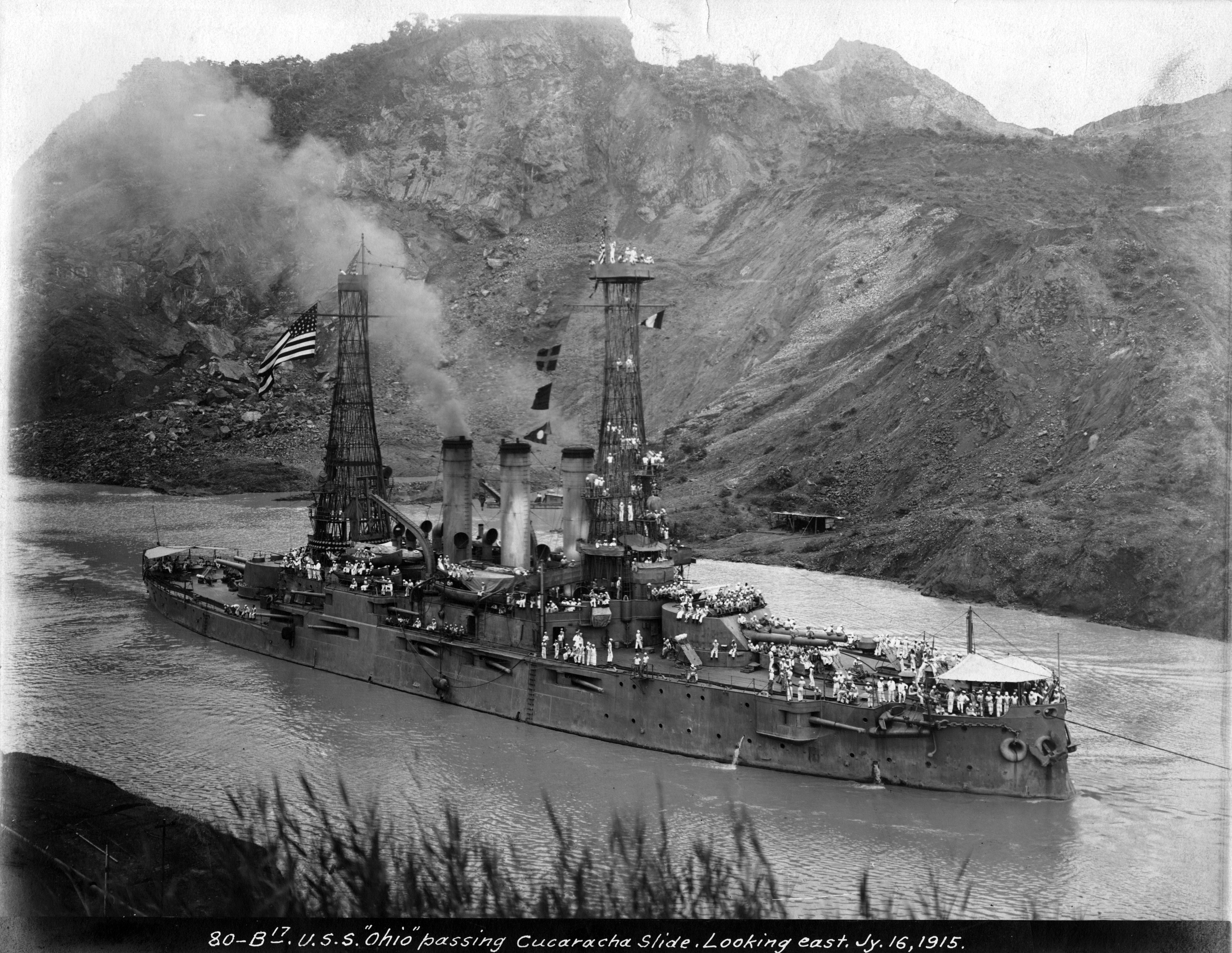
USS Ohio (BB-12) atravesando el Canal de Panamá (16 de julio de 1915)

### Primeros años y Gran Flota Blanca
El Ohio, último acorazado tipo pre-dreadnought de la clase Maine, fue la segunda de tres embarcaciones en ser colocada. Fue construido en el astillero Union Iron Works en San Francisco, California, con su quilla puesta el 22 de abril de 1899. Fue botado el 18 de mayo de 1901 y puesto en servicio el 4 de octubre de 1904. Después de entrar en servicio, fue asignado como buque insignia de la Flota Asiática. Abandonó San Francisco el 1 de abril, con dirección a Manila, Filipinas, y continuó por el este de Asia, con paradas en Japón y China. Regresó a los Estados Unidos en 1907 y fue trasferido a la Flota del Atlántico. Junto con el resto de acorazados de la flota, pasó revista naval para el presidente Thedore Roosevelt en Hampton Roads, Virginia, para marcar el inicio del crucero de la Gran Flota Blanca, el 16 de diciembre de 1907. El crucero fue concebido como una forma de demostrar el poderío militar de los Estados Unidos, particularmente hacia Japón. Las tensiones entre Estados Unidos y Japón habían comenzado a aumentar después de la victoria japonesa en la guerra ruso-japonesa, en 1905. La prensa de ambos países pedía la guerra, y Roosevelt esperaba utilizar la demostración de poderío naval para disuadir cualquier agresión japonesa.
El 17 de diciembre, la flota partió de Hampton Roads y navegó al sur hacia el Caribe, y de ahí a Sudamérica, haciendo paradas en Puerto España, Río de Janeiro, Punta Arenas y Valparaíso, entre otros puertos. Después de llegar a la bahía de Magdalena, México, en marzo de 1908, la flota pasó tres semanas llevando a cabo prácticas de artillería. La flota continuó su viaje por la costa americana del Pacífico, deteniéndose en San Francisco, California, y en Seattle antes de cruzar el Pacífico hacia Australia, deteniéndose de camino en Hawái. Algunas paradas en el Pacífico Sur incluyeron Melbourne, Sídney y Auckland.
Después de dejar Australia, la flota giró al norte hacia Filipinas, deteniéndose en Manila antes de continuar hacia Japón, donde se realizó una ceremonia de bienvenida en Yokohama. En noviembre, le siguieron tres semanas de ejercicios en la bahía de Súbic, Filipinas. Las embarcaciones pasaron por Singapur el 6 de diciembre y entraron al océano Índico, cargaron carbón en Colombo antes de cruzar el canal de Suez y volvieron a abastecerse de carbón en Puerto Saíd, Egipto. La flota hizo escala en varios puertos del Mediterráneo antes de detenerse en Gibraltar, donde una flota internacional de barcos de guerra británicos, rusos, franceses y alemanes los recibieron. Las embarcaciones cruzaron el Atlántico para regresar a Hampton Roads el 22 de febrero de 1909, habiendo viajado 46 729 millas náuticas (82 542 km). Ahí, pasaron revista para el presidente Theodore Roosevelt.
Al término de las celebraciones, el Ohio se dirigió a Nueva York, donde hizo base los siguientes cuatro años. Ese tiempo lo pasó realizando entrenamientos regulares de tiempos de paz con la flota y apoyando con el entrenamiento de la milicia naval de Nueva York. Para 1914, el empeoramiento en las condiciones durante la Revolución Mexicana, llevó a Estados Unidos a intervenir en el conflicto. El Ohio fue enviado a aguas mexicanas a principios de ese año para proteger los intereses estadounidenses en la región. A mediados de 1914 regresó a la costa este de los Estados Unidos para realizar un crucero de entrenamiento para guardamarinas de la Academia Naval de los Estados Unidos. Después de finalizar el crucero, fue transferido a la Flota de la Reserva en Filadelfia. Regresó al servicio solo para realizar cruceros para guardamarinas los veranos de 1915 y 1916.

### Primera Guerra Mundial
Durante la Primera Guerra Mundial, Estados Unidos permaneció inicialmente como neutral, pero a inicios de 1917, las tensiones con Alemania aumentaron cuando la guerra submarina indiscriminada alemana comenzó a hundir embarcaciones estadounidenses mercantes. El 6 de abril de 1917, Estados Unidos le declaró la guerra a Alemania, y el día 24 de ese mes, el Ohio fue puesto en servicio de nuevo. Fue puesto en base en Norfolk, y se le dio la tarea de entrenar tripulaciones para flota en expansión. Este servicio incluyó entrenamiento de artillería; el 1 de junio de 1918, se vio envuelto en un accidente durante prácticas de artillería con otros dos acorazados, el New Hampshire y el Louisiana. Los artilleros del New Hampshire dispararon salvas accidentalmente contra dos cazasubmarinos. El Ohio emitió una advertencia de cese al fuego que no fue recibida inicialmente por el New Hampshire hasta que un proyectil impactó al Lousiana, provocando la muerte de un marinero y dejando varios heridos.
Tras la rendición alemana en noviembre de 1918, la mayoría de acorazados de la Flota del Atlántico fueron usados como transportes para repatriar de Francia a los soldados estadounidenses. El Ohio y sus embarcaciones hermanas no fueron empleados para esa labor, debido a su corto alcance y tamaño reducido, que no les permitían realizar suficientes adaptaciones adicionales. En cambio, fue enviado a Filadelfia el 28 de noviembre y permaneció inactivo hasta el 7 de enero de 1919, cuando fue colocado en la reserva. El 17 de julio, la embarcación fue reclasificada como BB-12. El Ohio fue empleado como primer barco de control del antiguo acorazado Iowa, renombrado para ese entonces como Acorazado Costero No. 4, y convertido en barco objetivo radiocontrolado. El Ohio controló a la embarcación de manera remota en un viaje de Filadelfia a Hampton Roads para las primeras pruebas en agosto de 1920. Las dos embarcaciones realizaron pruebas hasta el 10 de septiembre.
En junio de 1921, la Armada realizó una serie de pruebas de bombardeo en los Cabos de Virginia para evaluar la efectividad de los aviones contra los buques de guerra. El Ohio fue usado de nuevo para controlar al Acorazado Costero No. 4 para las pruebas, navegando a popa del barco objetivo junto con otras embarcaciones para simular una flota en marcha. La capacidad del barco para maniobrar obstaculizó significativamente la capacidad de las tripulaciones aéreas para localizar y atacar a la embarcación. Tras el Tratado naval de Washington, que ordenaba reducciones en el armamento naval, el Ohio fue retirado del Registro Naval el 31 de mayo de 1922 y vendido como chatarra el 24 de marzo de 1923.